# Joachim Schröder (Politiker)
Joachim Schröder (* 3. Dezember 1925 in Stuttgart-Cannstatt; † 5. Mai 1989) war ein deutscher Mediziner und Politiker (SPD).

## Leben
Joachim Schröder wurde als Sohn eines Chirurgen und einer Krankenschwester in Stuttgart-Cannstatt geboren; bis zu seinem Abitur lebte er dort. Er studierte Medizin an den Universitäten in Basel und Heidelberg. Nach der Approbation bestand er die Prüfung als Facharzt für Innere Medizin. 1950 wurde er an der Universität Basel zum Dr. med. promoviert (Dissertation: Zur Psychologie der Delikte gegen das Leben: Unter Zugrundelegung von 35 in der Basler Psychiatrischen Klinik begutachteten Fälle). Seine Habilitation unter dem Titel Über die Wärmeabgabe von Hand und Wange im thermischen Behaglichkeitsbereich erfolgte 1958 an der Julius-Maximilians-Universität Würzburg. Von 1963 bis zu seinem Tode war er Chefarzt der Medizinischen Kliniken II am Bürgerhospital in Stuttgart. Daneben war er seit 1964 außerplanmäßiger Professor, zunächst an der Universität Würzburg und nach seiner Umhabilitierung 1967 an der Universität Ulm. Darüber hinaus war er Mitglied der Deutschen Gesellschaft für Kreislaufforschung.
Schröder trat in die SPD ein und war von 1960 bis 1963 Stadtratsmitglied in Würzburg. 1968 wurde er als Abgeordneter in den baden-württembergischen Landtag gewählt, dem er bis 1984 angehörte.
Joachim Schröder war mit Edith Schröder, geb. von Hübschmann (geb. 13. März 1925 in Riga, gest. 9. August 2014 in Stuttgart) verheiratet. Aus der Ehe stammen fünf Kinder.

## Ehrungen
- 1974: Verdienstkreuz am Bande der Bundesrepublik Deutschland
- 1980: Verdienstkreuz 1. Klasse der Bundesrepublik Deutschland

## Werke
- 1967: Früherkennung von Krankheiten als methodisches Problem